# Silesia (časopis)

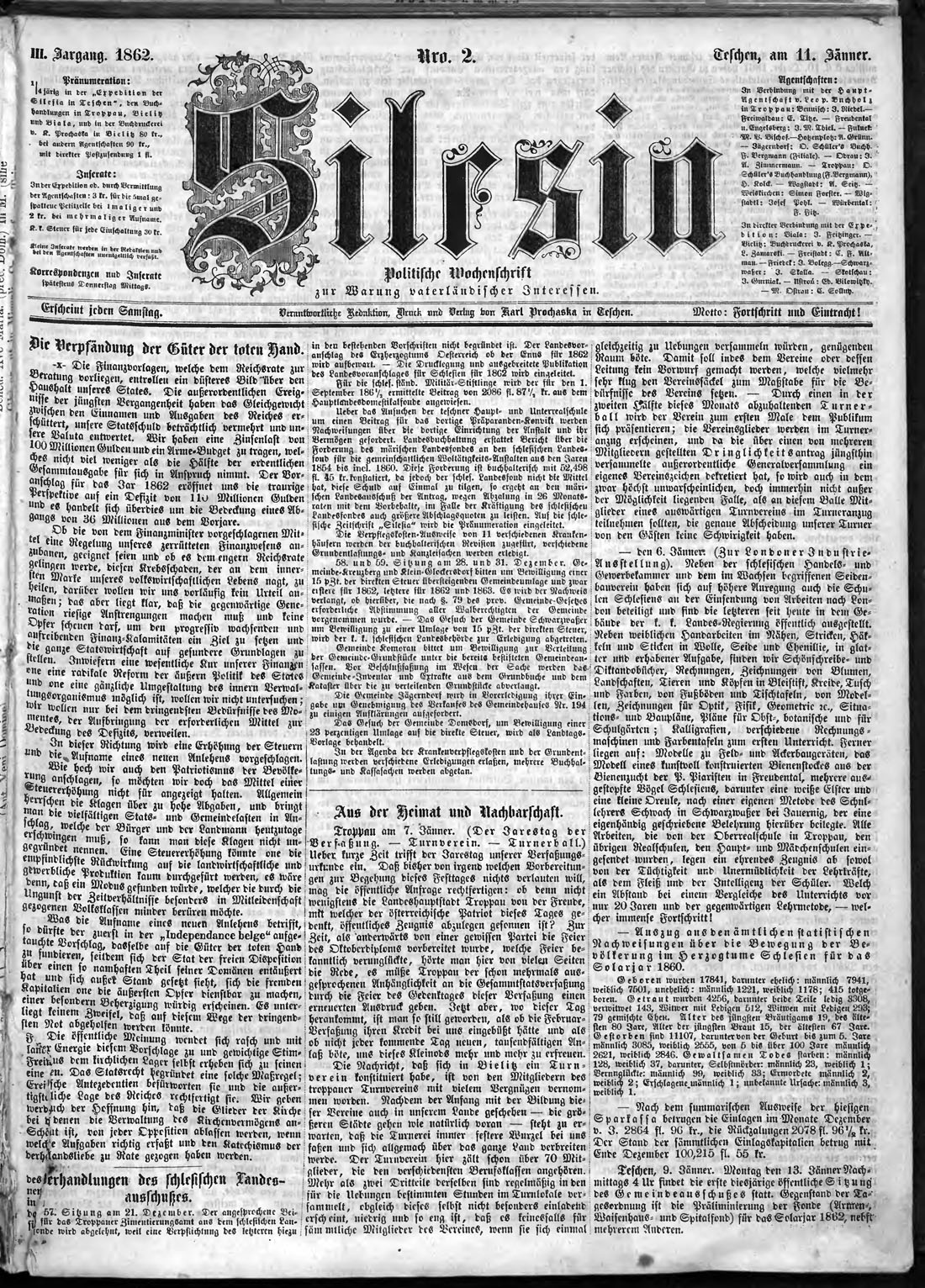
Druhé číslo časopisu Silesia

Silesia byl regionální liberální politický časopis těšínských Němců. Konfesně se orientoval zejména na evangellickou církev.
Časopis začal vycházet 4. ledna 1862, kdy bezporostředně navázal na periodikum Schlesischer Anzeiger. Tištěn byl v Prochaskově tiskárně.
Silesia vycházela až do roku 1937.